# Будэй (Оргеевский район)
Будэй (рум. Budăi) — село в Оргеевском районе Молдавии. Наряду с селом Степь-Сочь входит в состав коммуны Степь-Сочь.

## География
Село расположено на высоте 140 метров над уровнем моря.

## Население
По данным переписи населения 2004 года, в селе Будэй проживает 397 человек (189 мужчин, 208 женщин).
Этнический состав села:
| Национальность | Число жителей | Процентный состав |
| -------------- | ------------- | ----------------- |
| молдаване      | 385           | 96,98             |
| украинцы       | 6             | 1,51              |
| русские        | 3             | 0,76              |
| болгары        | 3             | 0,76              |
| Всего          | 397           | 100 %             |